# Mohamed Boumahrat
Mohamed Nouredine Boumahrat est un scientifique algérien né le 22 octobre 1938.

## Biographie
M. Boumahrat est docteur en mathématiques.
Il crée et dirige jusqu'à 1991 l'Institut national de génie mécanique (INGM) de Boumerdès fondé en partenariat avec l'École centrale Paris et l'École nationale supérieure d'arts et métiers.
Il enseigne à l'École nationale polytechnique d'Alger, à l'Institut supérieur de mécanique de Paris et à l'ITIN de Cergy.
Il est ministre de la formation professionnelle et de l'emploi du Gouvernement Ghozali I,.

### Livres scientifiques
- 1986 : Alain Gourdin, Mohamed Boumahrat, Méthodes numériques appliquées, coédition Office des Publications universitaires (OPU) d'Alger, Hermes Science Publishing, Paris.
- 1993 : Collectif, La Méditerranée occidentale : quelles stratégies pour l'avenir ? Actes du colloque de Chateauvallon, 8-9 octobre 1993. Paris, éditions Publisud, 1994 (n°1).
- 1999 : Alain Gourdin, Mohamed Boumahrat, Méthodes numériques appliquées, coédition Office des Publications universitaires (OPU) d'Alger et Hermes Science Publishing, Paris.
- 1998 : Alain Gourdin, Mohamed Boumahrat, Applied Numerical Methods, éditions Prentice Hall.

### Articles
- « Temoignage de M. Mohamed Nouredine boumahrat », DK News, 19 janvier 2015 (consulté le 26 décembre 2015)